# منطقه بکسلی لندن
منطقه بکسلی لندن (به انگلیسی: London Borough of Bexley) یک منطقه در بریتانیا است که در لندن بزرگ واقع شده‌است.
این منطقه ۶۰.۵۶ کیلومتر مربع مساحت و ۲۲۳٬۳۰۰ نفر جمعیت دارد.

## خواهرخوانده
شهرهای آرنسبرگ و اوری، اسون خواهرخوانده‌های منطقه بکسلی لندن هستند.